# Tratado de París (1229)
El Tratado de París (también conocido como Tratado de Meaux-París o simplemente Tratado de Meaux) es un acuerdo firmado en 1229 entre el Reino de Francia y el Condado de Tolosa que puso fin a las hostilidades entre ambos motivadas por la Cruzada albigense.

## Contexto
En 1208 el papa Inocencio III declararó la cruzada contra los cátaros y desde 1209 el sur de Francia venía siendo escenario de una lucha entre señores feudales del Norte y Sur (partidarios respectivos del Rey Felipe II de Francia y de la familia Saint-Gilles, Condes de Tolosa).

Blasón del rey de Francia.

Blasón de los condes de Tolosa.

En un principio los vasallos del Rey de Francia lograron rápidos avances que se verían plasmados con la toma de Toulouse y la muerte del rey Pedro II de Aragón (a quien los occitanos debían vasallaje) en la batalla de Muret y la condena del catarismo en el Concilio de Letrán IV (1215). Pero la muerte del Papa al año siguiente provoca una sublevación general en todo el Languedoc que se traduce en un desembarco Raimundo VI en Marsella y una sucesión de batallas que culmina con la reconquista de Toulouse en 1217 y la muerte al año siguiente del general cruzado Simón de Montfort durante un asedio mientras intentaba recuperar la ciudad rosa. Se consolidaría así la resistencia occitana de la mano del joven conde Raimundo VII (su padre muere en 1221) que con apoyo de la Corona de Aragón y del Condado de Foix recuperará parte de los territorios arrebatados a su familia volviendo a un statu quo similar al del principio de la Cruzada.
Para forzarle a buscar una salida al conflicto y evitar un rebrote de la herejía el nuevo papa Honorio III excomulga en el Concilio de Bourges (29 de noviembre de 1225) al conde tolosano. Esto unido a la renuncia del hijo de Simón, Amaury VI de Montfort, de sus derechos sobre el Condado y la victoria militar en 1226 de los ejércitos franceses al mando del hijo de Louis VIII sobre los occitanos favorece el clima para que en 1229 el legado papal (Cardenal de Saint-Ange) ideara un acuerdo de paz que sería finalmente redactado por el Conde de Champagne y el Abad de Grandselve y firmado en marzo de ese año en Meaux.

## La firma
El tratado fue firmado el 12 de abril de 1229 por los representantes del reino de Francia (entonces regentado por Blanca de Castilla madre del futuro Luis IX) y la Iglesia católica por una parte, y por la otra el Conde de Tolosa Raimundo VII.
Las condiciones del tratado fueron particularmente duras para el Condado de Toulouse que a la larga vería en él su propia desaparición. Además vinieron acompañadas de una penitencia pública del conde Raimundo que antes de firmarlo debió peregrinar hasta París donde fue flagelado sobre los escalones de Notre-Dame.

## El acuerdo
El acuerdo comprendía 22 cláusulas que comprometían al cese de las hostilidades entre el conde de Tolosa y la nobleza feudal francesa a cambio de que el primero prestase su fidelidad a la Iglesia Romana y al rey de Francia, abandonando su apoyo a la causa de sus vasallos albigenses enfrentados a la Iglesia a la que debía simultáneamente compensar con una serie de indemnizaciones económicas. 
Para ello Raimundo VII debía entregar la mitad de sus territorios, empezando por los pertenecientes a los vizcondes de Trencavel y los senescales de Beaucaire y Carcasona que pasan al Reino de Francia.
Así mismo el conde se comprometía a retirar sus pretensiones sobre los territorios del valle del Ródano (pasando el marquesado de Provenza a manos de la Iglesia con el nombre de Condado Venaissin), desmantelar las defensas de varias villas (entre ellas Toulouse), fundar y costear durante 10 años una universidad en Toulouse y a participar directamente en las cruzadas de Oriente.
Sin embargo, las cláusulas que se revelarían de mayor importancia para el devenir de la historia medieval fueron la 12.ª y 13.ª que estipulaba por una parte, el matrimonio entre la hija del conde y uno de los hijos del rey Luis, y por otra, la transmisión a la corona real francesa de las posesiones restantes del conde en caso de fallecimiento sin descendencia:

12° La hija de Raymond VII será entregada al rey, quien por dispensa de la Iglesia la dará en matrimonio a uno de sus hijos;
13° ...tras la muerte del conde, Toulouse y su obispado pertenecerán al hermano del rey; si éste muriera sin dejar hijos sus dominios volverían a la corona sin que los demás herederos o descendientes de Raymond VII pudieran reclamar derecho alguno.
Texto del tratado de París, conservado en los Archivos de Tolosa

## Consecuencias
La aplicación del artículo 12.º tuvo no obstante que esperar hasta 1237 cuando se materializó el matrimonio entre Juana de Tolosa y Alfonso de Poitiers. Raimundo falleció en 1249 y sus posesiones pasaron a Alfonso, no sin antes haber forzado un nuevo enfrentamiento directo con este, su yerno, y la corona al dar su apoyo a las pretensiones inglesas en Aquitania. 
Alfonso murió sin descendencia en 1271 y sus posesiones tolosanas se vincularon definitivamente al devenir del reino de Francia, que anularía su autonomía a la vez que alejaba sobre ellas las pretensiones de otras potencias como la de la Corona de Aragón. Siglos más tarde, la mayor parte de los territorios del antiguo condado de Tolosa conformarían las regiones francesas de Languedoc-Rosellón y de Mediodía-Pirineos.
Por su parte las posesiones provenzales que deberían haber pasado a la Iglesia en ese mismo año fueron retenidas durante 3 más (hasta 1274) por el Reino de Francia que finalmente se someterá a los términos del tratado entregando el marquesado de Provenza al Papado. Estas llegarán a albergar la sede de la Iglesia católica desde 1309 a 1377 (Papado de Aviñón) hasta que en 1797 fueron reincorporadas a la Francia del Directorio mediante el Tratado de Tolentino.